# Rejenka
Rejenka je drama Josipa Stritarja, ki jo je napisal leta 1876.

## Osebe
- Andrej, bogat kmet
- Liza, njegova žena
- Tine, njun sin
- Marjeta, rejenka
- Bogata gospa

## Vsebina
Andrej namerava sina oženiti z bogato in izobraženo nevesto, Liza pa nasprotuje, saj ve, da se imata Tine in Marjeta rada; dekle je čedno, pošteno in pridno, boljše žene sinu ne bi mogla želeti. Toda Andrej vzkipi, Marjeta, s katero je vedno ravnal kot pravi oče, mu je naenkrat zapeljivka in ciganka, od nje zahteva naj Tinetu pove, da ga nima rada. Metka ne more in noče lagati, veže pa jo hvaležnost, zato obljubi, da bo zapustila hišo in šla služit. Andrej je bil zadovoljen, Liza, ki ima rejenko rada kot lastno hčer, pa pošlje dekle k prijateljici v bližnjo vas, tam naj počaka, dokler ne dobi sporočila. Metka v solzah poveže culo, a srce ji ne da, da ne bi ljubljenega še zadnjič videla, čeprav naskrivaj; zato iz grmovja opreza, kdaj se Tine vrne. Ta Metko takoj pogreši, z očetom se hudo zbesedita in ko Tine odločno pove, da bo njegova žena Metka ali pa nobena, ga jezni oče požene od hiše. Tedaj se pripelje kočija, v njej imenitna gospa, ki povprašuje po Metki, češ da je Metka njena izgubljena hči. Andreju je na moč nerodno, da dekleta ni, Liza pa brž pošlje pastirja, naj Metko pripelje nazaj, čeprav ji je hudo pri srcu, saj se je do zdaj imela za Metkino mater. Hudo je tudi Tinetu, prepričan je, da je dekle zanj izgubljeno, da bo odšlo v mesto. Toda Metka noče zapustiti kmečkega življenja, pa tudi Tineta in krušnih staršev ne. Živeli bodo skupaj, gospa bo kupila bližnji gradič in prav kmalu bo poroka.